# República Socialista de Montenegro
A República Socialista de Montenegro (em servo-croata: Socijalistička Republika Crna Gora / Социјалистичка Република Црна Гора), comumente chamada de RS de Montenegro, Montenegro Socialista ou simplesmente Montenegro, foi uma das seis repúblicas que formavam a República Socialista Federativa da Iugoslávia e o estado-nação dos montenegrinos. É um antecessor do atual Montenegro.
Montenegro era um estado não nacionalista  e o servo-croata era a sua língua oficial. Antes de sua formação, Montenegro fazia parte da unidade administrativa Banovina do Zeta do Reino da Iugoslávia.

## História
Em 7 de julho de 1963, a República Popular de Montenegro (em servo-croata: Narodna Republika Crna Gora / Народна Република Црна Гора) foi renomeada como "República Socialista de Montenegro" (uma mudança ratificada tanto pela Constituição Federal quanto pela recém-criada Constituição Montenegrina em 1963) com o servo-croata como língua oficial. Em 1991, quando a Liga dos Comunistas de Montenegro mudou seu nome para Partido Democrático dos Socialistas de Montenegro após as primeiras eleições multipartidárias, o adjetivo "Socialista" foi apagado do título da república (ratificado pela Emenda Constitucional LXXXIV de 2 de agosto de 1991). Montenegro juntou-se à República Federal da Iugoslávia em 27 de abril de 1992, após a realização de um referendo em 1 de março sobre a questão de se Montenegro deveria permanecer parte da Iugoslávia ou procurar a independência.  A bandeira e o emblema foram alterados em dezembro de 1993. 

## Demografia
Censo de 1971: 
- Montenegrinos: 355.632 (67,15%)
- Muçulmanos Étnicos: 70.236 (13,26%)
- Sérvios: 39.512 (7,46%)
- Albaneses: 35.671 (6,74%)
- Iugoslavos: 10.943 (2,07%)
- Croatas: 9.192 (1,74%)
- Total: 529.604 habitantes

Censo de 1981: 
- Montenegrinos : 400.488 (68,54%)
- Muçulmanos Étnicos: 78.080 (13,36%)
- Albaneses: 37.735 (6,46%)
- Iugoslavos: 31.243 (5,35%)
- Sérvios: 19.407 (3,32%)
- Croatas: 6.904 (1,18%)
- Ciganos: 1.471 (0,25%)
- Macedônios: 875 (0,15%)
- Eslovenos: 564 (0,1%
- Húngaros: 238 (0,04%)
- Alemães: 107 (0,02%)
- Russos: 96 (0,02%)
- Italianos: 45 (0,01%)
- Outros: 816 (0,14%)
- Nenhuma resposta: 301 (0,05%)
- Afiliação regional: 1.602 (0,27%)
- Desconhecido: 4.338 (0,74%
- Total: 584.310 habitantes

Censo de 1991: 
- Montenegrinos: 380.467 (61,86%)
- Muçulmanos Étnicos: 89.614 (14,57%)
- Sérvios: 57.453 (9,34%)
- Albaneses: 40.415 (6,57%)
- Iugoslavos: 26.159 (4,25%)
- Croatas: 6.244 (1,02%)
- Ciganos: 3.282 (0,53%)
- Macedônios: 1.072 (0,17%)
- Eslovenos: 369 (0,06%)
- Húngaros: 205 (0,03%)
- Alemães: 124 (0,02%)
- Russos: 118 (0,02%)
- Italianos: 58 (0,01%)
- outros: 437 (0,07%)
- Nenhuma resposta: 1.944 (0,32%)
- Afiliação regional: 998 (0,16%)
- Desconhecido: 6.076 (0,99%)
- Total: 615.035 habitantes

## Governantes

### Presidente
- Presidente da Assembleia Antifascista Montenegrina de Libertação Nacional
  - Niko Miljanić (15 de novembro de 1943 – 21 de novembro de 1946)
- Presidentes do Presidium da Assembleia Popular
  - Miloš Rašović (21 de novembro de 1946 – 6 de novembro de 1950)
  - Nikola Kovačević (6 de novembro de 1950 – 4 de fevereiro de 1953)
- Presidentes da Assembleia Popular
  - Nikola Kovačević (4 de fevereiro de 1950 – 15 de dezembro de 1953)
  - Blažo Jovanović (15 de dezembro de 1953 – 12 de julho de 1962) [8]
  - Filip Bajković (12 de julho de 1962 – 5 de maio de 1963)
  - Andrija Mugoša (5 de maio de 1963 – 5 de maio de 1967)
  - Veljko Milatović (5 de maio de 1967 – 6 de outubro de 1969)
  - Vidoje Žarković (6 de outubro de 1969 – abril de 1974)
  - Budislav Šoškić (abril de 1974 – 5 de abril de 1974)
- Presidentes da Presidência
  - Veljko Milatović (5 de abril de 1974 – 7 de maio de 1982)
  - Veselin Đuranović (7 de maio de 1982 – 7 de maio de 1983)
  - Marko Orlandić (7 de maio de 1983 – 7 de maio de 1984)
  - Miodrag Vlahović (7 de maio de 1984 – 7 de maio de 1985)
  - Branislav Šoškić (6 de maio de 1985 – 6 de maio de 1986)
  - Radivoje Brajović (6 de maio de 1986 – 6 de maio de 1988)
  - Božina Ivanović (6 de maio de 1988 – 13 de janeiro de 1989)
  - Slobodan Simović (interino; 13 de janeiro de 1989 – 17 de março de 1989)
  - Branko Kostić (17 de março de 1989 – 23 de dezembro de 1990)
  - Momir Bulatović (23 de dezembro de 1990 – dezembro de 1993)

### Primeiro–ministro
- Ministro de Montenegro (no governo central da Iugoslávia)
  - Milovan Đilas (7 de março de 1945 – 17 de abril de 1945)
- Primeiro–ministro de Montenegro
  - Blažo Jovanović (17 de abril de 1945 – 4 de fevereiro de 1953)
- Presidentes do Conselho Executivo
  - Blažo Jovanović (4 de fevereiro de 1953 – 16 de dezembro de 1953)
  - Filip Bajković (16 de dezembro de 1953 – 12 de julho de 1962)
  - Đorđije Pajković (16 de dezembro de 1962 – 25 de junho de 1963)
  - Veselin Đuranović (25 de junho de 1963 – 8 de dezembro de 1966)
  - Mijuško Šibalić (8 de dezembro de 1966 – 5 de maio de 1967)
  - Vidoje Žarković (5 de maio de 1967 – 7 de outubro de 1969)
  - Žarko Bulajić (7 de outubro de 1969 – 6 de maio de 1974)
  - Marko Orlandić (6 de maio de 1974 – 28 de abril de 1978)
  - Momčilo Cemović (28 de abril de 1978 – 7 de maio de 1982)
  - Radivoje Brajović (7 de maio de 1982 – 6 de junho de 1986)
  - Vuko Vukadinović (6 de junho de 1986 – 29 de março de 1989)
  - Radoje Kontić (29 de março de 1989 – 15 de fevereiro de 1991)
  - Milo Đukanović (15 de fevereiro de 1991 – dezembro de 1993)